# Connarus celatus
Connarus celatus é uma espécie de planta com flor pertencente à família Connaraceae.
A espécie foi descrita por Enrique Forero, tendo sido publicada em Brittonia 32(1): 33–34, f. 1. 1980.

## Brasil
Esta espécie é nativa e endémica do Brasil, podendo ser encontrada na Região Norte. Em termos fitogeográficos pode ser encontrada no domínio da Amazônia.